# Josef Anton Selb
Josef Anton Selb, auch Joseph Selb (* 16. März 1784 in Stockach bei Bach, Tirol; † 12. April 1832 in München, Königreich Bayern), war ein deutsch-österreichischer Maler und Lithograf.

## Leben

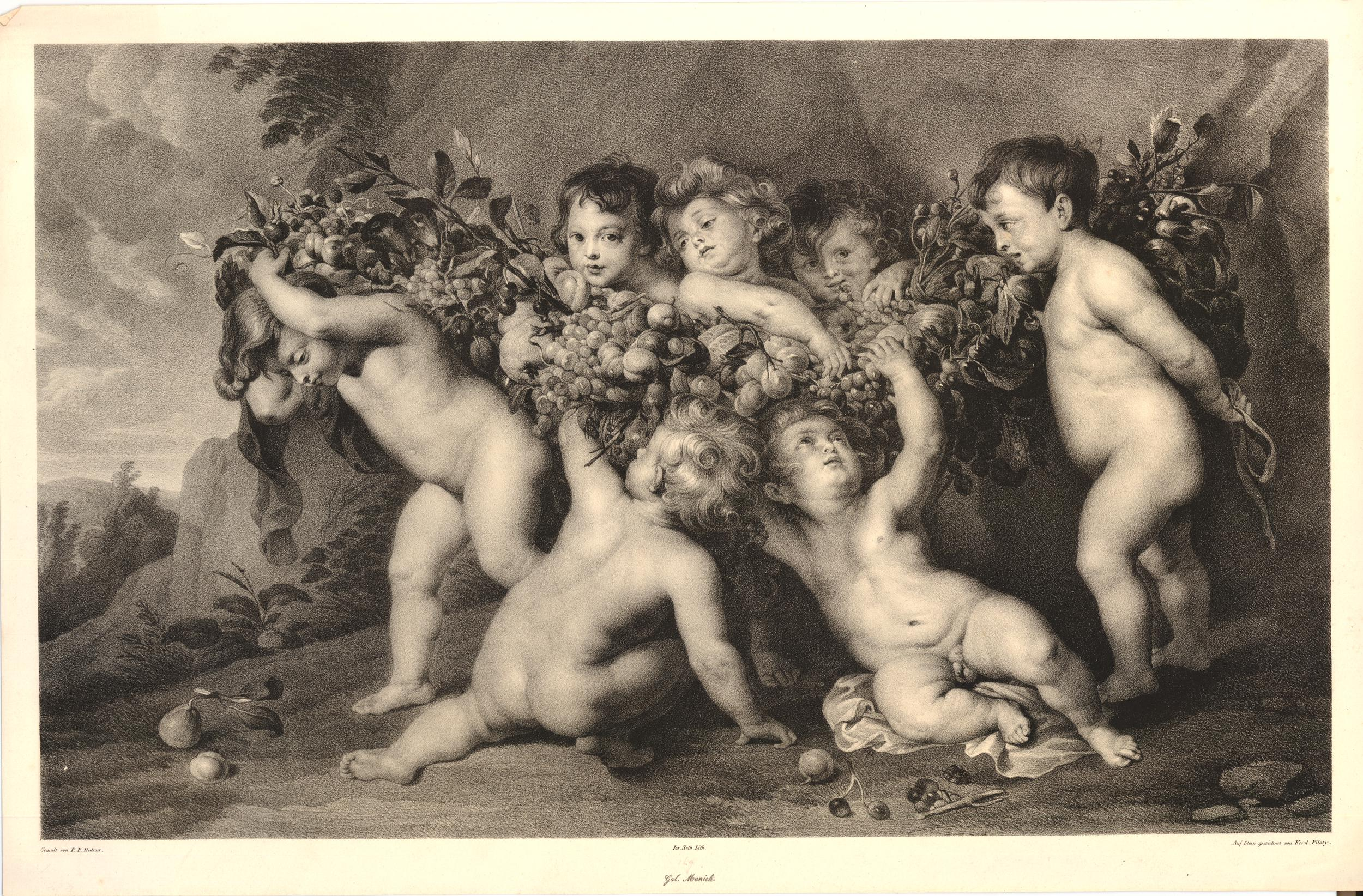
Die Früchtegirlande, Lithografie von Josef Anton Selb nach einer Zeichnung von Ferdinand Piloty, 1820/1821

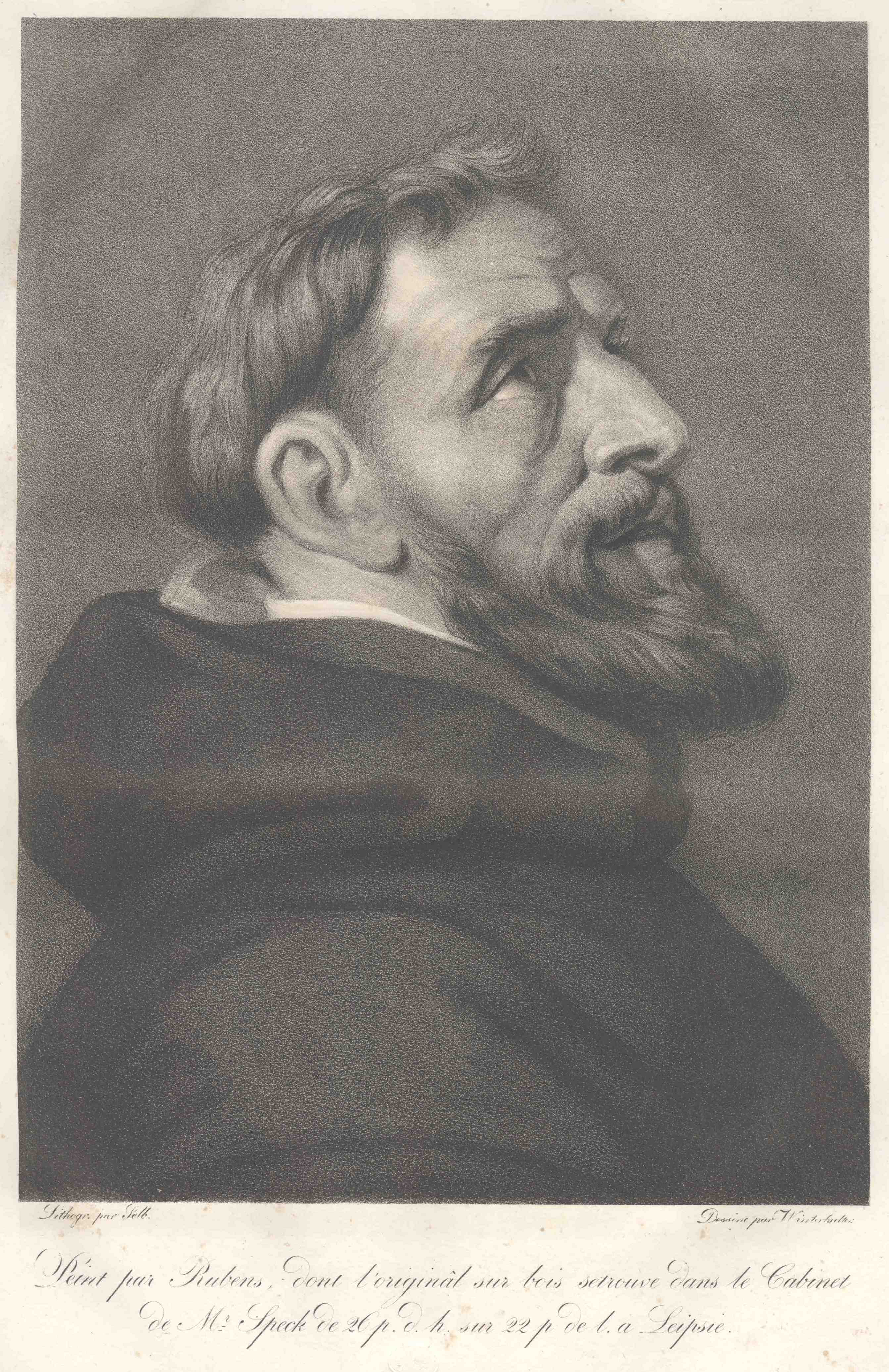
Studienkopf eines aufblickenden Augustinermönchs nach einer Zeichnung von Franz Xaver Winterhalter, Steindruck im Verzeichniss der von Speck’schen Gemälde-Sammlung, 1827

Selb, Sohn des Tiroler Bauern Thomas Selb und dessen Ehefrau Maria Katharina, geborene Kropf, wuchs in einem kinderreichen Haushalt auf. Malen und Zeichnen lernte er zunächst bei seinem älteren Bruder, dem Maler Karl Selb, und folgte diesem 1799 zum Studium an die Kunstakademie Düsseldorf, wo sie zwei Jahre blieben, um sich in der Historienmalerei zu schulen. In Düsseldorf erledigte Karl auch den Auftrag, Gemälde aus der Düsseldorfer Galerie zu kopieren. Dann kehrten sie in ihre Tiroler Heimat zurück und betätigten sich dort eine Weile als Kirchenmaler. Bis 1803 malten die Brüder die Lampferdinger Pfarrkirche Mariä Himmelfahrt aus, bis 1806 Fresken in der Pfarrkirche Häselgehr. Anschließend zogen sie nach München. Am 1. Februar 1809 immatrikulierte sich Josef Selb an der Königlichen Akademie der Bildenden Künste München für das Fach Malerei.
Als wegen des Tiroler Volksaufstands der Bruder Karl zur Familie heimkehrte und Josef Selb ohne familiäre Unterstützung auf sich selbst gestellt war, wandte er sich an den Münchner Grafiker Michael Mettenleiter, der ihn in der von Alois Senefelder erfundenen Lithografie schulte, so dass er eine Anstellung als Lithograf im Lithographischen Institut der Königlichen Steuerkataster-Kommission in München erhalten konnte, welches unter der Leitung von Senefelder stand. 1815 übernahm Selb die Lithographische Anstalt des Münchner Kunsthändlers Johann Georg Zeller (1764–1822), die dieser 1809 von Senefelder übernommen hatte. 1817 veröffentlichte Selb 36 Blätter einer „Gallerie berühmter Personen älterer und neuerer Zeit“. Zu den Schülern seiner Anstalt zählte der französische Lithograf Godefroy Engelmann. Ab 1820 setzte er – zusammen mit Johann Christian von Mannlich – die ursprünglich von Ferdinand Piloty und Johann Nepomuk Strixner in Angriff genommene Herausgabe des Münchner Galeriewerks fort. Der Verlag, unter dem das mit viel Beifall aufgenommene Werk ab 1821 in mehreren Auflagen erschien, firmierte unter dem Namen Piloty Selb & Comp. 1827 erschienen Steindrucke, die er von der Speck’schen Gemäldesammlung gefertigt hatte.
Sein in München geborener Sohn August (1812–1859) war ebenfalls Maler und Lithograf.